# Tanoumrite Nkob Zagora
Tanoumrite (en tifinagh :ⵜⴰⵏⵓⵎⵔⵉⵜ , en arabe : تنومريت) est un douar du sud du Maroc. Il est situé dans la région de Souss-Massa-Draâ, au nord de Zagora et au sud-est de Ouarzazate.